# 伊戈尔·佩夏利
伊戈尔·佩夏利（義大利語：Igor Pescialli，1963年7月28日—），意大利男子赛艇运动员。他曾代表意大利参加英国诺丁汉举办的1986年世界赛艇锦标赛，获得男子双人双桨金牌。